# I LOVE...
〈I LOVE...〉是日本樂團Official髭男dism於2020年2月12日由波麗佳音發行的第四張實體單曲。這首歌曲是TBS週二連續劇『戀愛可以持續到天長地久』的主題曲。

## 概要
2020年1月15日，〈I LOVE...〉數位預先發行。同時也公開了這首歌曲的MV。
目前，這首歌曲的Stem Player在特設網站上公開。
2023年10月25日，該歌曲在Billboard JAPAN的串流媒體累積播放次數超過6億次。2023年12月，其串流媒體獲得日本唱片協會鑽石認證。

## 評價
杉浦美恵以"「樂團音效」概念的更新"為標題在『ROCKIN'ON JAPAN』的專欄中分析道：「這是一首正面堂堂地歌頌「愛」的情歌。儘管如此，它並不是給人模糊印象的歌曲，而是那份「愛」鮮明且響亮地迴盪著。這次的作品擁有極為精彩的混合音效編排。在這首歌曲中，電子節拍與合成低音不再只是作為技術性元素被使用，而是作為表達「I LOVE…」這首歌曲主題的最佳選擇，這些數位音效自然而然地成為了樂團音效的一部分。這首歌向我們提出了這樣的觀點：單純地將有機的現場樂器聲音與數位音效劃清界線來談論音樂已經毫無意義。這正是他們自由自在的「樂團音效」。正如歌中所唱的「接受不規則的事物，人生將更加豐富」，音樂也是如此，正因為融入了不同的元素，才能孕育出新的律動，而這首歌的音效正是最好的證明。」
歌手渡邊滿里奈在『ROCKIN'ON JAPAN』的專欄中分析道：「髭男的情歌具有脫離一般情歌格式的特點。其中之一就是"不勉強讓彼此妥協"的特徵。例如，在〈就狗還是貓這個問題爭吵到死吧！〉中歌唱的內容，或者在〈區區的I love you〉中"所以讓我們牽著手爭吵吧，在最佳的妥協點見面。"這句歌詞都很明顯。即使是非常重要的人，價值觀的差異和衝突仍然會發生，但他們反而肯定這種狀態是好的。藤原聰將肯定差異之後所看到的東西稱為"イレギュラー(Irregular)"。當接受了意外帶來"イレギュラー"變化的存在時，前所未見的世界將奇蹟般地展現在眼前。在情歌中將兩人之間的差異描繪為『光』而非『哀愁』，這是髭男特有的創新之處。」

## 認定
|                            | 認定 (RIAJ) | 認證單位      |
| -------------------------- | ----------- | ------------- |
| 實體CD                     | 金          | 78,000 枚以上 |
| 下載                       | 百萬        | 1,000,000DL   |
| 串流媒體                   | 鑽石        | 5億次播放次數 |
| *僅基於認證的下載/播放次數 |             |               |

## MV
I LOVE...
監督：新保拓人 / 製作：amidus・FIRSTORDER
以創新的縱向故事的呈現手法，這個作品以「愛」為主題，戲劇性地描繪了各種登場人物的故事。 該MV於2020年1月15日在YouTube上發布，並在同年10月8日達成了一億次觀看次數。2024年6月2日達成了兩億次觀看次數。